# Ptomophyle subcarnea
Ptomophyle subcarnea är en fjärilsart som beskrevs av W. Warren 1902. Ptomophyle subcarnea ingår i släktet Ptomophyle och familjen mätare. Inga underarter finns listade.